# V430 Большого Пса
V430 Большого Пса (лат. V430 Canis Majoris) — двойная затменная переменная звезда типа W Большой Медведицы (EW) в созвездии Большого Пса на расстоянии приблизительно 1100 световых лет (около 337 парсеков) от Солнца. Видимая звёздная величина звезды — от +13,9m до +13,2m. Орбитальный период — около 0,3206 суток (7,6943 часов).